# Kaple Nejsvětější Trojice (České Budějovice)
Kaple Nejsvětější Trojice v Českých Budějovicích byla původně kaplí piaristické koleje, která byla zasvěcena Nejsvětější Trojici. Její přesná poloha je dnes zatím neznámá. V místech dnešní kaple ve druhém patře budovy biskupství byla nejméně v 19. století malá kaple Panny Marie, která sloužila především jako soukromá kaple českobudějovických biskupů. Její podstatná úprava proběhla v roce 1905 za biskupa Martina Josefa Říhy, kdy získala neobarokní a historizující výzdobu, včetně mramorového oltáře. Poslední radikální úprava byla provedena za biskupa Antonína Lišky v letech 1992–1993. Došlo k jejímu zvětšení, oltář byl předsunut versus populum a místo retabula s mariánskou sochou vytvořil P. Antonín Klouda mozaiku Nejsvětější Trojice v netradičním ikonografickém pojetí. Tento kněz a výtvarník je též autorem lepených mozaiek na sklech oken s motivy Panny Marie Budějovické, sv. Mikuláše a sv. Alfonse Liguori.